# Балки (Дубенський район)
Балки́ — село в Україні, у Дубенському районі Рівненської області. За переписом 2001 року населення становить близько 900 осіб.

## Географія
Село розташоване на правому березі річки Слонівки, біля траси Київ-Чоп 200 метрів. Головна вулиця села називається Діброва, яка закінчується хутором Федоровичів.

## Історія
7 (20) листопада 1917 року, відповідно до Третього Універсалу Української Центральної Ради, увійшло до складу Української Народної Республіки.
12 червня 2020 року, відповідно до розпорядження Кабінету Міністрів України № 722-р від «Про визначення адміністративних центрів та затвердження територій територіальних громад Рівненської області», увійшло до складу Радивилівської міської громади Радивилівського району.
19 липня 2020 року, в результаті адміністративно-територіальної реформи та ліквідації Радивилівського району, село увійшло до складу Дубенського району.

## Населення

### Мова
Розподіл населення за рідною мовою за даними перепису 2001 року:
| Мова       | Кількість | Відсоток |
| ---------- | --------- | -------- |
| українська | 107       | 98.17%   |
| російська  | 2         | 1.83%    |
| Усього     | 109       | 100%     |

## Економіка
На території села Балки розташований колгосп «Пролісок». Останнім завідувачем молочно-м'ясною фермою був Опашнюк Василь Давидович (1932 р. н.), на якій обліковувалось 1500 голів великої рогатої худоби.